# 13691 Акіе
13691 Акіе (1997 SL16, 1983 CQ5, 13691 Akie) — астероїд головного поясу, відкритий 30 вересня 1997 року.
Тіссеранів параметр щодо Юпітера — 3,392.